# Oenococcus
Genre
Le genre Oenococcus comporte les espèces de bactéries Oenococcus oeni  (1995) et Oenococcus kitaharae (2006). Il appartient à la famille des Leuconostocaceae. Le genre est Gram positif. Comme son nom l'indique, Oenococcus oeni a une importance majeure en œnologie, où elle est la bactérie principale responsable de la fermentation malolactique. 